# Partydrug
Partydrugs zijn drugs die regelmatig op (dance/house)-feesten gebruikt worden. Meestal gaat het om stimulerende middelen die de bedoeling hebben om de gebruiker in een euforische sfeer oproepen. Bekende partydrugs zijn alcohol, cocaïne, amfetamine, XTC, mephedrone, poppers en GHB. De term beperkt zich echter niet tot deze middelen, maar kan ook verschillende designerdrugs bevatten die in mindere mate bekend zijn.
Met uitzondering van alcohol zijn de meeste middelen opgenomen in de Opiumwet als verboden middel, en vervolgens vallen de meeste middelen in Nederland onder de term harddrug of lijst 1-middelen.

## Gebruik
Partydrugs worden vooral op feesten gebruikt om de gebruiker een vrolijker gevoel te geven. De perceptie wordt vervormd en men overschrijdt makkelijker grenzen. Zo kan bijvoorbeeld muziek 'intenser' worden ervaren, en helemaal opgegaan worden in 'het ritme van de bas'. Daarnaast geven veel van de middelen de gebruiker (tijdelijk) extra energie en voorkomt het het gevoel van vermoeidheid. Gebruikers kunnen zo langer doorgaan met feesten, kunnen meer alcohol drinken zonder het bewustzijn te verliezen. De extra energie is een effect op de korte termijn, op langere termijn kunnen juist extra vermoeidheid en somberheid optreden.

## Risico's
Het gebruik van partydrugs kan verslavend zijn door de geestelijke en lichamelijke afhankelijkheid die ze kunnen veroorzaken. Ook kan het gebruik verkeerd vallen - bijvoorbeeld een bad trip (vooral bekend van psychedelica). Alle zogenaamde partydrugs zijn gevaarlijk bij langdurig en overmatig gebruik. Overdosering met acute gezondheidsrisico's komen onder andere veelvuldig voor bij alcohol, cocaïne en speed. Ongeteste XTC-pillen kunnen bovendien sporen van gevaarlijke stoffen bevatten.